# Аналізатор спектра
Аналізатор спектра  (англ. spectrum  analyzer) – пристрій для одержання спектрів фізичних процесів.
Таким аналізатором може слугувати будь-який прилад, поведінка якого залежить від частоти впливу. В основі дії подібних приладів лежить одне з явищ: 
1. інтерференція;
2. залам при наявності дисперсії фазової швидкості;
3. резонанс.

А.с. дозволяє визначати амплітуду й частоту спектральних компонент, що входять до складу аналізованого процесу. Найважливіша характеристика а.с. – роздільність (роздільна спроможність): найменший інтервал  частот між двома спектральними лініями, які ще розділяються аналізатором.

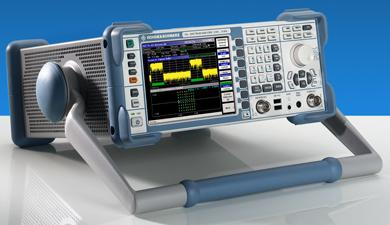
Аналізатор спектра FSL компанії Rohde & Schwarz

## Низькочастотні аналізатори
НЧ аналізатори бувають паралельного і послідовного типу (частіше паралельного)  для роботи в діапазонах частот від декількох герц до десятків — сотень кілогерц. Використовуються в акустиці, наприклад, при дослідженні характеристик шуму, при розробці і обслуговуванні аудіоапаратури і в інших цілях. 
ПРИКЛАДИ: UPV, UPP, Ф4327, С4-34, СК4-83, FLUKE_41B (аналізатор гармонік)
Аналізатори паралельного типу пропускають сигнал через набір ідентичних вузькосмугових фільтрів (високодобротних резонаторів), кожен з яких налаштований на свою частоту і виділяє відповідну компоненту спектра.
Принцип дії аналізаторів послідовного типу полягає в скануванні смуги частот за допомогою ковзного гетеродину, послідовно переносячи компоненти спектра в смугу проміжної частоти. Селективний підсилювач ПЧ послідовно виділяє компоненти спектра, які, завдяки синхронній розгортці осцилографічного індикатора,  послідовно відтворюються на його екрані.

## Радіочастотні аналізатори
Більшість радіочастотних аналізаторів є широкосмуговими, від декількох кілогерц до одиниць — сотен гігагерц, зазвичай, це аналізатори послідовного типу. Використовуються для аналізу властивостей радіосигналів, для дослідження характеристик радіопристроїв.
ПРИКЛАДИ: FSL, FSV, FSU, СК4-84, С4-82, GSP-810